# Profundidade de cor
Profundidade de cor, ou color depth, é um termo da computação gráfica que descreve a quantidade de bits usados para representar a cor de um único pixel numa imagem bitmap. Este conceito é conhecido também como bits por pixel (bpp), particularmente quando especificado junto com o número de bits usados. Quanto maior a quantidade da profundidade da cor presente na imagem, maior é a escala de cores disponível.

## Índice de cores

Paleta de cores em formato de 2-bits. A cor de cada pixel é representada por um número. Cada número corresponde a uma cor na paleta.

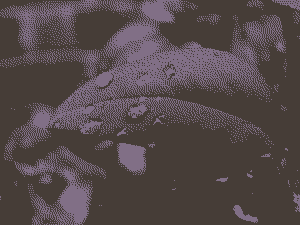
1 bit

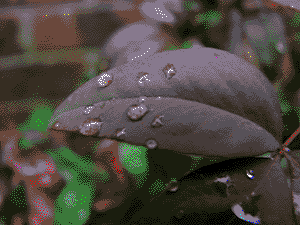
4 bits

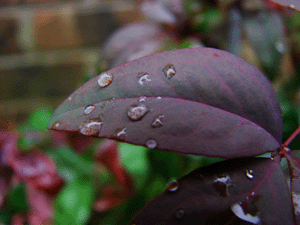
8 bits

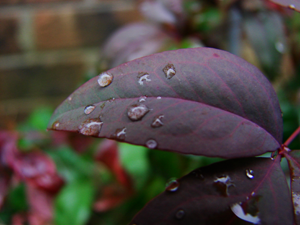
Truecolor (24+ bits)

Com a profundidade da cor relativamente baixa, o valor de cores exibido depende, tipicamente, dos valores atribuídos a uma paleta ou um índice de cores. As cores disponíveis em uma paleta pode ser fixa pelo hardware ou modificável. Paletas modificadas são chamadas pseudo-paletas ou paletas de pseudo-cores.
- 1 bit por pixel (2¹ = 2 cores) monocromia, quase sempre preto e branco.
- 2 bits por pixel (2² = 4 cores) CGA.
- 3 bits por pixel (2³ = 8 cores)
- 4 bits por pixel (24 = 16 cores) EGA. É o padrão da resolução VGA.
- 5 bits por pixel (25 = 32 cores) Amiga.
- 6 bits por pixel (26 = 64 cores) Amiga.
- 8 bits por pixel (28 = 256 cores) utilizada na maioria das estações de trabalho Unix, Super VGA, AGA.
- 12 bits por pixel (212 = 4 096 cores)  alguns Silicon Graphics, sistemas NeXTstation e sistemas Amiga em modo HAM.

Antigos chips gráficos, principalmente os utilizados em computadores domésticos e consoles de vídeo game, trazem um nível de paleta adicional de modo a aumentar o número máximo de cores exibidas simultaneamente.
Por exemplo, no ZX Spectrum, a imagem é armazenada em um formato de duas cores, porém estas duas cores podem ser separadas e definidas em cada bloco quadrado de 8x8 pixels.

## Cores diretas
Quando os valores da profundidade das cores aumenta, se torna inviável manter uma paleta de cores  devido à progressão exponencial da quantidade de valores que um pixel pode suportar. Há casos em que se prefere codificar em cada pixel os três valores de intensidade luminosa que compõem o modelo de cor RGB.

### Cores diretas de 8 bits
Sistema de cores diretas muito limitado. Nele há 3 bits (23, 8 níveis possíveis) para cada um dos componentes R e G, e os 2 bits (4 níveis possíveis) restantes para o componente B, permitindo 256 (8 × 8 × 4) cores diferentes. O olho normal humano é menos sensível ao azul do que ao verde e vermelho, assim sendo atribuído 1 bit a menos do que aos outros. Usado, pelo menos, na série de computadores MSX2 na década de 1990. Não confundir com o índice de cores de 8 bits por pixel (embora possa ser simulado em tais sistemas se for escolhida a tabela correta para ser usada).

### Cores diretas de 12 bits
Neste sistema há 4 bits (24 ou 16 níveis possíveis) para cada um dos elementos RGB, totalizando 4 096 (16 × 16 × 16) diferentes cores. Esta profundidade de cor é comum em aparelhos com visor colorido como celulares e tocadores digitais portáteis.

### HighColor
HighColor, HiColor ou ainda Alta Coloração, é considerado o suficiente para fornecer cores que correspondem com a realidade e é codificada em 15 ou 16 bits.

#### HighColor 15 bits
Utiliza 5 bits para representar cada um dos valores RGB obtendo 32 níveis possíveis de cada um que, combinados, geram um total de 32 768 (32 ×32 ×32) diferentes cores.

#### HighColor 16 bits
Utiliza 5 bits (32 níveis possíveis) para representar a cor vermelha, 5 bits para a cor azul, porém utiliza 6 bits (64 níveis possíveis) para representar a cor verde, que é captada com maior sensibilidade pelo olho humano. A combinação das três cores totaliza 65 536 (32 × 64 × 32) misturas de cores. A coloração de 16 bits é referida nos sistemas Macintosh como “thousands of colors”, que pode ser traduzido como “milhares de cores”.

### Visor LCD
Visores LCD modernos utilizam coloração de 18 bits (64 × 64 × 64 = 262 144 combinações) para conseguir um tempo mais rápido de transmissão sem sacrificar completamente a exposição do nível Truecolor.

### Truecolor
O Truecolor pode imitar muitas cores do mundo real produzindo 16 777 216 de cores. Isto ultrapassa o número máximo de cores que o olho humano pode distinguir para a maioria de imagens fotográficas, embora manipulações de imagem, algumas imagens preto-e-branco e imagens geradas “puras” podem revelar as limitações.
O Truecolor de 24 bits utiliza 8 bits para representar cada uma das cores RGB. 28 = 256 níveis que combinados geram 16 777 216 cores (256 × 256 × 256). É conhecido nos sistemas Macintosh como “millions of colors”, traduzindo, milhões de cores.

### Cores de 32 bits
Uma concepção errada é a de que o sistema de 32 bits produz 4 294 967 296 cores distintas.
Na verdade, uma coloração de 32 bits atualmente se refere a uma coloração Truecolor de 24 bits com um adicional de 8 bits, como espaço vazio para representar o canal alfa. Considerando que R, G e B utilizam a mesma quantidade de bits em suas respectivas cores (com exceção do HighColor de 16 bits), o total de bits utilizado será um múltiplo de 3: HighColor 15 bits (5 cada) e Truecolor 24 bits (8 bits cada). A razão para usar o espaço vazio é que os computadores mais modernos processam dados internamente na unidade de 32 bits.

## Profundidade de cores de 30, 36, 48 bits
Embora a precisão do olho humano para percepção de cores não atinja valores correspondentes aos da ordem de 30 bits, é muito comum encontrarmos no mercado de materiais de informática scanners de 36, 48 e até 96 bits.
Esses scanners efetivamente capturam imagens a profundidades superiores à da fisiologia humana, mas também não se encontram facilmente softwares padronizados para processamento de cores com esta riqueza.
O propósito desses scanners é o de proporcionar uma reprodução de cores escuras com mais detalhes e menos imperfeições (ruídos). Uma outra vantagem é que as cores neutras (tons cinza) apresentam maior suavidade em tons contínuos: scanners de 30 bits proporcionam uma escala de cinzas de 1 024 tons; o de 48 bits uma escala de 65 536 tons.